# Pères maristes (de la Société de Marie)
Les pères maristes constituent une des cinq branches de la Société de Marie. Ils forment une congrégation religieuse. Ce sont à la fois des religieux et des prêtres (des religieux qui ont reçu l’ordination sacerdotale). Ils ont fait l’objet d’une approbation pontificale le 29 avril 1836 (en même que la Société de Marie elle-même). Le charisme véhiculé par les pères maristes est celui de « Vivre l’Évangile à la manière de Marie ». Le fondateur de la congrégation est Jean-Claude Colin.
Les pères maristes sont actuellement[Quand ?] au nombre de 1 000, réparti dans 30 pays et cinq provinces : Afrique, Amérique, Asie, Europe, Océanie (cette dernière est la plus importante et regroupe à elle seule 36% des effectifs des pères maristes).
Le supérieur des pères maristes et de la Société de Marie est le père John Larsen. Il a été élu en 2017 pour un mandat de huit ans.

## Historique
L’histoire des pères maristes se confond en partie avec l’histoire de la Société de Marie elle-même dans la mesure où, Jean-Claude Colin est à la fois le fondateur de la Société de Marie et le fondateur des pères maristes ; qu’il a travaillé simultanément sur les deux projets ; que le pape Grégoire XVI a simultanément reconnu la Société de Marie et la branche des pères maristes ; que le supérieur des pères maristes est automatiquement le supérieur de l’ensemble de la Société de Marie.
La première reconnaissance des pères maristes a eu lieu au niveau diocésain. Lorsque l’évêque du diocèse de Belley, Mgr Alexandre Devie, donne son accord pour que soit créée une congrégation diocésaine de père mariste. La première communauté de pères maristes est officiellement formée à Cerdon le 29 octobre 1824 par la réunion de trois prêtres : Jean-Claude Colin, Pierre Colin et Étienne Déclas (tous les trois membres du Groupe de Saint-Irénée).
En octobre 1825, Antoine Jalon est le quatrième prêtre à rejoindre la communauté des pères maristes et il est le premier prêtre non-membre du groupe de Saint-Irénée à rejoindre cette communauté.
En 1832, l’évêque Alexandre Devie donne le bâtiment La Capucinière aux pères maristes. C’est le premier bâtiment dont sont propriétaires les pères maristes. En 1834, les pères maristes ouvrent à La Capucinière leur premier noviciat. Jusqu’à cette date les nouveaux membres rejoignant les pères maristes étaient tous déjà prêtres. Avec l’ouverture de ce noviciat ils peuvent maintenant recevoir des laïcs qui souhaitent rejoindre les pères maristes et les former.
Le 29 avril 1836, par le bref « Omnium gentium salus » le pape Grégoire XVI approuve la Société de Marie et la branche des prêtres (les pères maristes) ; mais il refuse de reconnaitre pour le moment les autres branches de la société (frères, sœurs, tiers-ordre). Le pape autorise que les prêtres membres de la Société de Marie puissent se choisir un supérieur et prononcer des vœux religieux. Cette autorisation a pour effet de rendre la Société de Marie et ses membres indépendant des évêques et de lui un conférer un statut mondial.
Le 24 septembre 1836, Jean-Claude Colin est élu supérieur des pères maristes (et donc de la Société de Marie), à une voie de l’unanimité. Il occupera cette fonction jusqu'à sa démission le 7 mai 1854. Le 10 mai 1854, Julien Favre est élu nouveau supérieur.
Le 25 décembre 1836, la première mission des pères maristes quitte la France pour l’Océanie.
Le 20 août 1839, Pierre-Julien Eymard commence son noviciat auprès de la Société de Marie et le 14 mai 1856 il quitte la Société de Marie pour poursuivre son projet de Congrégation du Saint-Sacrement.
Le 6 juin 1840, décès de Marcellin Champagnat : père mariste, membre du groupe de Saint-Irénée, fondateur de la branche des frères maristes, canonisé en 1999.
Le 28 avril 1841, assassinat de Pierre Chanel sur l’île de Futuna : père mariste, canonisé en 1954, proclamé Saint patron de l’Océanie.
Le 17 août 1850 est acquis la propriété de La Neylière. L’idée originale était d’y créer une maison mariste contemplative, une maison de retraite pour les maristes âgés et un lieu de retraite spirituelle. Le projet de maison contemplative et  de maison de retraite a été abandonné. La propriété abrite aujourd’hui un musée de l’Océanie, un musée dédié à la Société de Marie, un lieu de retraite spirituel et lieu de rencontre ouvert à tous (colloques, séminaires, etc). C’est en mai 1852, après que les travaux d’aménagement et de construction de la chapelle soient terminés, que la première communauté de pères et frères maristes s’y est installée (deux pères et quatre frères).
En septembre 1850, sur proposition de Joseph Quiblier qui a rencontré Jean-Claude Colin pendant son séjour à Rome, l’évêque de Londres, Mgr Nicholas Wiseman, contacte les pères maristes pour leur demander de s’installer à Spitalfields parmi les immigrés catholique irlandais, arrivés en grand nombre à la suite de la Grande famine irlandaise. Les pères maristes acceptent d’envoyer trois pères et deux frères maristes. Cette implantation au Royaume-Uni constitue le premier établissement des pères maristes en Europe, en dehors de la France.
Le 4 avril 1863, à la suite de la demande de l’évêque de la Nouvelle-Orléans, Mgr Jean-Marie Odin, deux pères maristes arrive aux États-Unis et prend en charge le couvent Saint Michel pour servir la petite minorité francophone  de la ville. Cela constitue la première implantation des pères maristes sur le continent américain.
Le 4 mars 1868, décès du père Étienne Déclas, cofondateur avec Jean-Claude Courveille du groupe de Saint-Irénée, un des trois membres de la première communauté des pères maristes en 1824 (avec Jean-Claude et Pierre Colin) et membre de la toute première mission d’évangélisation réalisée par la communauté des pères maristes en 1825.
Le 16 août 1872 sur proposition de Jean-Claude Colin, les pères maristes adoptent à l’unanimité une résolution solennelle par laquelle  ils reconnaissent Marie, Reine du ciel et de la terre, comme leur fondatrice et la choisissent comme leur première et perpétuelle supérieure.
Le 28 février 1873, le pape Pie IX approuve la constitution des pères maristes. Celle-ci restera en vigueur jusqu'au 12 septembre 1987 date à laquelle Rome approuve la nouvelle constitution modifiée à la suite des recommandations du Concile Vatican II.
Le 30 novembre 1948, première implantation des pères maristes sur le continent africain avec l’ouverture au Sénégal de l’école Sainte Marie de Hann qui recevra le prix UNESCO de l'éducation pour la paix en 1991.

## Missions et éducation
La première mission évangélique effectuée par les pères maristes eut lieu du 9 au 29 janvier 1825 et a été réalisé par Jean-Claude Colin et Étienne Déclas dans la commune de La Balme. L’évêque Alexandre Devie, est satisfait des actions missionnaires et évangéliques des pères maristes et leur demande de rejoindre la ville de Belley (siège de l’évêché) pour constituer un groupe de prêtres missionnaires pour l’ensemble du diocèse. L’évêque fait loger les pères maristes au sein de l'école Lamartine (ils n’y sont que loger. Ils ne travaillent pas au sein de l'école à ce moment-là).
Le 20 avril 1829, l’évêque Devie demande à Jean-Claude Colin et aux pères maristes de prendre en charge la direction de l'école Lamartine, alors composé de 200 élèves et 12 professeurs et d’y enseigner. Cette action pédagogique et administrative au sein de l'école Lamartine constitue la première mission d’éducation des pères maristes. Ils officieront au sein de cet établissement jusqu’en 1845. Dans cette fonction Colin estime que le rôle principal des éducateurs est de faire de leurs élèves « des chrétiens, des hommes honnêtes et polis, et des hommes de savoir ».
En 1834, il est créé au sein de leur noviciat à La Capucinière, un internat pour accueillir des élèves laïcs. Cet internat constitue le premier établissement scolaire possédé en propre par les maristes (les maristes n’ont jamais été propriétaires de l’école Lamartine).

## Missions en Océanie et reconnaissance papale
Le Vatican souhaite envoyer des missionnaires en Océanie pour évangéliser et répondre aux besoins croissants de la population locale. Pour cela Rome cherche des prêtres missionnaires qui accepteraient de tout abandonner et partir en Océanie. Dans ce contexte de recherche de prêtres, Rome rentre en contact avec l’évêché de Lyon. Celui-ci va leur recommander les prêtres de la société de Marie.
Le 23 janvier 1836, après plusieurs échanges, la curie romaine adopte un décret par lequel il créait un nouveau vicariat en Océanie et propose de confier celui-ci aux prêtres de la Société de Marie. Le 10 février 1836, Jean-Claude Colin accepte au nom de la Société de Marie et des pères maristes la responsabilité de ce nouveau vicariat (qui regroupe à cette époque-la Polynésie, les îles Salomon, le Vanuatu et les îles Marshall).
Le 17 avril 1836, Jean-Baptiste Pompallier (prêtre et aspirant mariste) est nommé vicaire apostolique, évêque de ce nouveau vicariat et responsable des missions. Pierre Channel est nommé provicaire.
Le 25 décembre 1836, la première mission des pères maristes quitte Le Havre pour l’Océanie. Elle est composée de l’évêque Jean-Baptiste Pompallier, de quatre prêtres maristes (parmi lesquels Pierre Chanel) et trois frères maristes. Ils arriveront à destination en janvier 1838.
En août 1840, en Océanie, les maristes sont responsables d’environ 27 000 catéchumènes Maoris issus de 150 tribus différentes. Ils opèrent de huit missions différentes (Akaroa, Kororāreka, Hokianga (gb), Whangaroa, Tauranga, Kaipara, Futuna et Wallis) mais sont débordés. En 1841, Jean-Baptiste Pompallier demande officiellement à Rome que si les maristes n’ont plus les moyens d’envoyer davantage de prêtres, que ceux-ci envoient des prêtres non maristes, autant que possible.
Le 8 octobre 1840, la cinquième mission mariste en Océanie est envoyée. Pour la première fois la mission est également composée de laïc : Louis Perret et Jean-François Yvert (tous les deux membres du tiers-ordre mariste), en plus des quatre prêtres maristes (dont Antoine Marie Garin) et sept frères maristes.
Le 19 novembre 1840, la banque anglaise Wright’s Bank in London fait faillite. Les maristes perdent l’intégralité des fonds collectés et destinés aux missions en Océanie qui y ont été déposés ouvrant une période d’instabilité financière. L'œuvre de la propagation de la Foi de Pauline Jaricot réalisera plusieurs collectes de fonds à destination des pères maristes pour les soutenir financièrement.
Le 28 avril 1841, Pierre Chanel est assassiné sur l’île de Futuna.
Le 15 novembre 1845, la douzième mission des pères maristes quitte Le Havre. Pour la première fois une femme, Marie-Françoise Perroton, futur membre du tiers ordre mariste et futur fondatrice des Sœurs missionnaires de la Société de Marie, est envoyée en mission, en plus de huit pères maristes et cinq frères maristes.
Le 20 avril 1848, trois pères maristes et un frère mariste sont tués et mangés par les habitants de l’île de San Cristobal.
Entre 1838 et 1848 ce sont au total vingt et un prêtres et frères maristes qui sont décédés : meurtres, assassinats et maladies.
En mai 1850, Rome sur demande de la Société de Marie, accepte de relever les pères maristes de la gestion des missions en Océanie. Ils doivent toutefois rester en place jusqu’à ce que des remplaçant leur soient trouvés. Les missions maristes en Océanie se termineront officiellement en 1854. À compter de 1854 les maristes prennent en charge des missions éducatives.
En 2009, les pères maristes décident de publier les 1 365 lettres envoyées à l'administration générale de la Société de Marie par les pères maristes en mission en Océanie. L'ensemble des lettres est regroupé dans un ouvrage en dix volumes "Lettres reçues d’Océanie”,.

### Autre demandent de missions
En 1838, l’évêque de Bordeaux, Mgr Ferdinand Donnet, confie le pèlerinage de la Basilique Notre-Dame de Verdelais aux pères maristes.
En décembre 1842, le vicaire apostolique d’Afrique du Sud après avoir rencontré les pères maristes en escale vers l’Océanie, contacte Rome pour demander si les maristes peuvent prendre en charge des missions en Afrique du Sud. Les pères maristes consultés à ce sujet déclinent cette demande au motif qu’ils ne sont pas assez nombreux et ne peuvent pas prendre en charge la responsabilité d’une mission supplémentaire.
Le 8 août 1844, Rome demande aux pères maristes s’ils peuvent prendre en charge la gestion d’une école à Smyrna (aujourd'hui Izmir) en Turquie. Les pères maristes déclinent cette nouvelle demande faute de moyens.
En 1847, il est demandé aux pères maristes de créer une communauté de pères maristes en Écosse. Ceux-ci faute de moyens déclinent cette nouvelle demande.

## Blason des pères maristes et de la Société de Marie
Le blason de la branche des pères maristes est également celui de l'ensemble de la Société de Marie. Celui-ci a été dessiné par Marcellin Champagnat.

## Pères maristes célèbres
- Marcellin Champagnat, canonisé, fondateur Frères maristes.
- Pierre Chanel, canonisé, Saint patron de l’Océanie.

- Jean-Claude Colin, vénérable, fondateur de la Société de Marie et de la branche des pères maristes.

- Andrew Kerin, fondateur du club de foot Celtic FC.
- Jean-Baptiste Pompallier, premier vicaire apostolique de Nouvelle-Zélande.
- Pio Taofinu’u, premier évêque et cardinal polynésien.

### Ancien père mariste célèbre
- Pierre-Julien Eymard, canonisé, fondateur de la congrégation du Saint-Sacrement, a rejoint la branche des pères maristes le 20 août 1839 et l'a quitté le 14 mai 1856 (pour poursuivre son projet de Congrégation du Saint-Sacrement). Au sein de la Société de Marie il a notamment œuvré au sein du tiers ordre mariste qu'il dirige, développe et dont il obtient l'approbation pontificale le 5 décembre 1850. Il est également celui qui accueillera Saint Jean Marie Vianney au sein du tiers ordre le 8 décembre 1846.